# مشکلی نیست!
مشکلی نیست! (انگلیسی: It's Okay!; کره‌ای: 괜찮아 괜찮아 괜찮아!) یک فیلم محصول سال ۲۰۲۳ کره جنوبی در ژانر داستان بلوغ به نویسندگی و کارگردانی کیم هه یونگ است و نخستین کارگردانی او به‌شمار می‌رود. در این فیلم لی ره، جین سو یون و چونگ سو بین ایفای نقش کردند.
این فیلم در بخش جنریشن کی‌پلاس در هفتاد و چهارمین جشنواره بین‌المللی فیلم برلین در ۱۸ فوریه ۲۰۲۴ به نمایش درآمد، جایی که برندهٔ جایزه نسل هیُت داوران کودکان کی‌پلاس: خرس کریستالی برای بهترین فیلم بلند شد.

## بازیگران

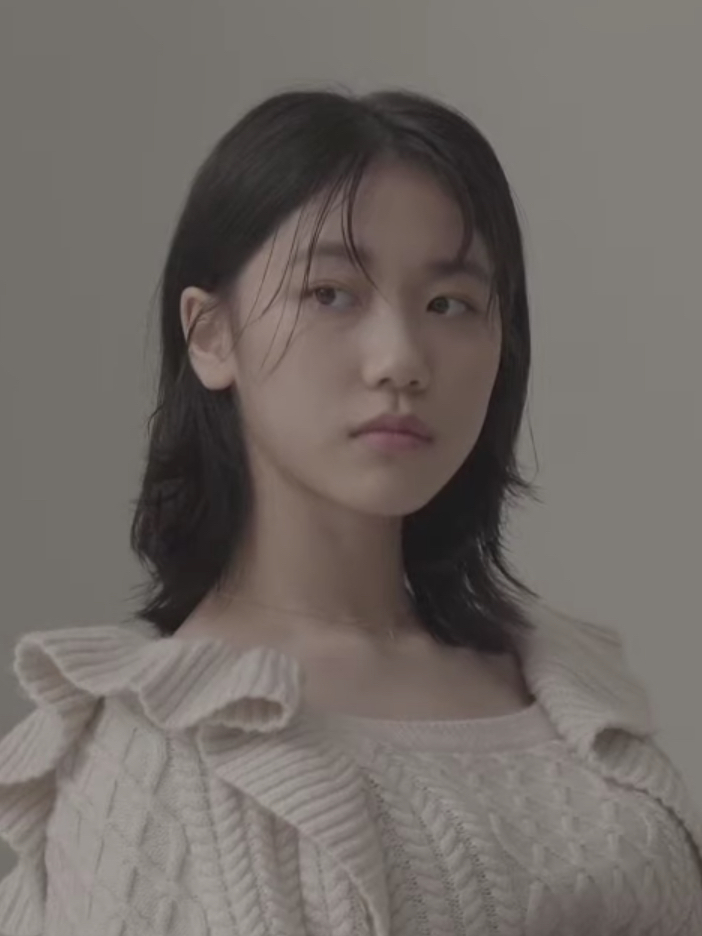
لی ره در سال ۲۰۲۰

- لی ره در نقش این یونگ
- جین سو یون در نقش سول آه
- چونگ سو بین در نقش ناری
- سون سوک کو در نقش دونگ ووک
- لی جونگ ها در نقش دو یون[۵]